# Copa Oster 2023
La Copa Oster 2023 è un torneo femminile di tennis giocato sui campi in terra rossa. È la 8ª edizione del torneo, la seconda facente parte della categoria WTA 125 nell'ambito del WTA Challenger Tour 2023. Si gioca all' Club Campestre de Cali di Cali in Colombia dal 30 gennaio al 5 febbraio 2023. L'evento compie il suo ritorno dopo un'assenza di ben dieci anni.

## Partecipanti al singolare

### Teste di serie
| Nazionalità | Giocatrice               | Ranking* | Testa di serie |
| ----------- | ------------------------ | -------- | -------------- |
| Ungheria    | Réka Luca Jani           | 111      | 1              |
| Brasile     | Laura Pigossi            | 112      | 2              |
| Spagna      | Aliona Bolsova           | 144      | 3              |
| Argentina   | María Carlé              | 146      | 4              |
| Stati Uniti | Caroline Dolehide        | 149      | 5              |
| Stati Uniti | Hailey Baptiste          | 156      | 6              |
| Canada      | Carol Zhao               | 169      | 7              |
| Messico     | Fernanda Contreras Gómez | 172      | 8              |

* Ranking al 16 gennaio 2023.

### Altre partecipanti
Le seguenti giocatrici hanno ricevuto una wild card per il tabellone principale:
- Emiliana Arango
- María Herazo González
- Yuliana Lizarazo
- María Paulina Pérez

Le seguenti giocatrici sono passate dalle qualificazioni:
- Carolina Alves
- Martina Colmegna
- Quinn Gleason
- Marine Partaud

### Ritiri
Prima del torneo
- Katharina Hobgarski → sostituita da  Gabriela Cé
- Séléna Janicijevic → sostituita da  Nuria Brancaccio
- Francesca Jones → sostituita da  Julia Riera
- Magali Kempen → sostituita da  Jamie Loeb
- Gabriela Lee → sostituita da  Whitney Osuigwe
- Elizabeth Mandlik → sostituita da  Weronika Falkowska
- Arantxa Rus → sostituita da  Valerija Strachova

## Partecipanti al doppio

### Teste di serie
| Nazione     | Giocatrice         | Nazione     | Giocatrice          | Rank1 | Seed |
| ----------- | ------------------ | ----------- | ------------------- | ----- | ---- |
| Spagna      | Aliona Bolsova     | Stati Uniti | Caroline Dolehide   | 94    | 1    |
| Polonia     | Weronika Falkowska | Polonia     | Katarzyna Kawa      | 186   | 2    |
| Stati Uniti | Anna Rogers        | Australia   | Olivia Tjandramulia | 264   | 3    |
| Stati Uniti | Jessie Aney        | Ucraina     | Valerija Strachova  | 266   | 4    |

* Ranking al 16 gennaio 2023.

### Altre partecipanti
La seguente coppia di giocatrici ha ricevuto una wild card per il tabellone principale:
- Yuliana Lizarazo /  María Paulina Pérez

La seguente coppia è subentrata in tabellone come alternate:
- Emiliana Arango /  Renata Zarazúa

### Ritiri
Prima del torneo
- Aliona Bolsova /  Caroline Dolehide → sostituite da  Emiliana Arango /  Renata Zarazúa

## Campionesse

### Singolare
Nadia Podoroska ha sconfitto in finale  Paula Ormaechea con il punteggio di 6–4, 6–2.
- É il primo titolo in carriera e in stagione per Podoroska.

### Doppio
Weronika Falkowska /  Katarzyna Kawa hanno sconfitto in finale  Kyōka Okamura /  You Xiaodi con il punteggio di 6–1, 5–7, [10–6].